# Rue Paul-Dukas
La rue Paul-Dukas est une voie située dans le quartier de Picpus du 12e arrondissement de Paris.

## Situation et accès
La rue Paul-Dukas est accessible par la ligne de métro 6 à la station Dugommier.

## Origine du nom

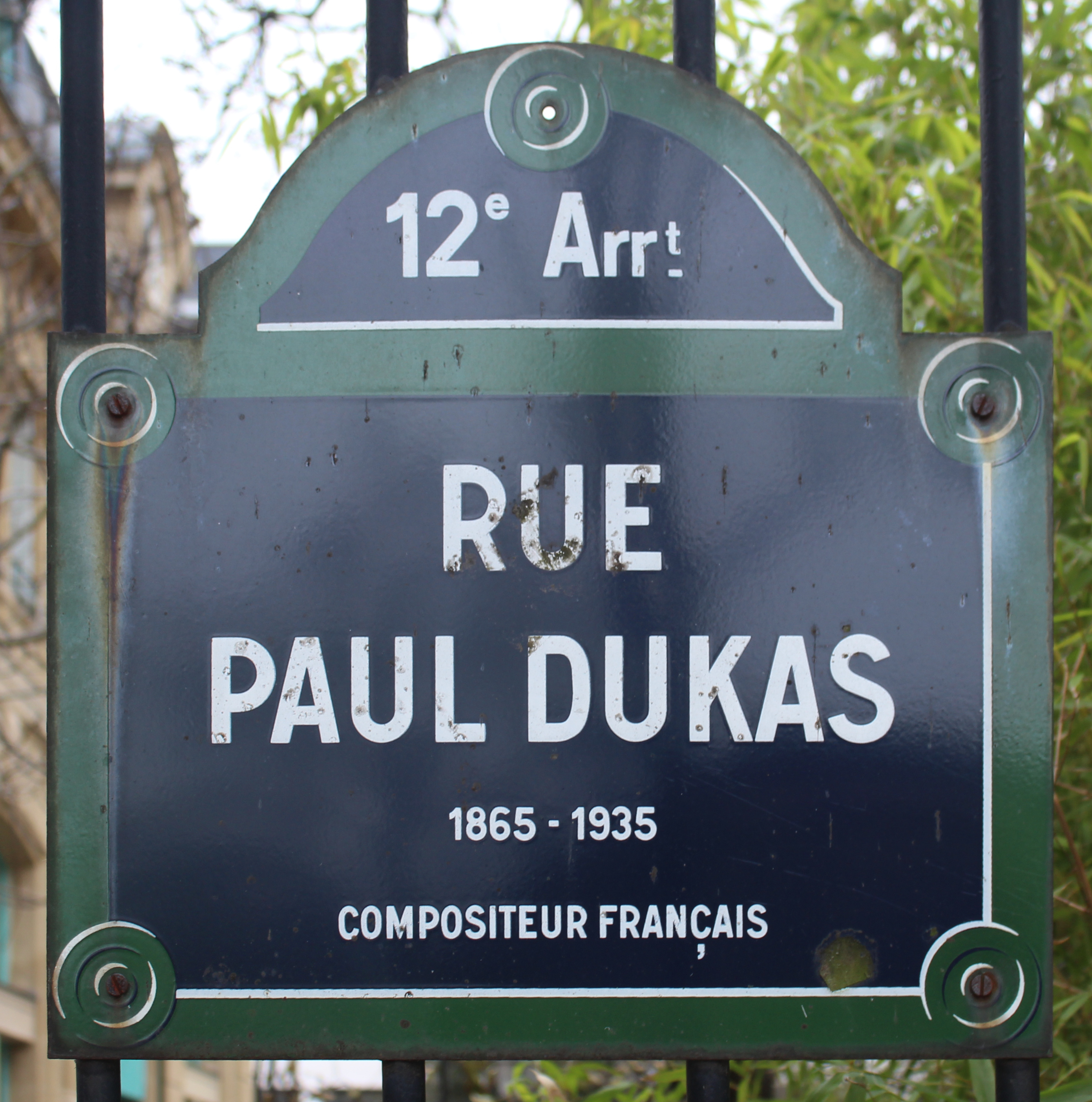
Plaque de la rue.

Elle porte le nom du compositeur français et critique musical Paul Dukas (1865-1935).

## Historique
La voie est créée dans le cadre de l'aménagement de la ZAC de Reuilly sous le nom provisoire de « voie BH/12 » et prend sa dénomination actuelle par arrêté municipal du 16 décembre 1991.

## Bâtiments remarquables et lieux de mémoire
- La rue longe l'ancienne gare de Reuilly.